# 2 Samuel 14
2 Samuel 12 es el decimosegundo capítulo del Segundo Libro de Samuel en el Antiguo Testamento de la Biblia cristiana o la primera parte de los Libros de Samuel en la Biblia hebrea. Según la tradición judía, el libro se atribuyó al profeta Samuel, con adiciones de los profetas Gad y Natán, pero muchos eruditos modernos lo ven como una composición de varios textos independientes de diversas épocas, desde el 630-540 a. C. aproximadamente.  Este capítulo contiene el relato del reinado de David en Jerusalén. Esto se encuentra dentro de una sección que comprende 2 Samuel 9-20 y continúa hasta 1 Reyes 1-2, que tratan de las luchas de poder entre los hijos de David para sucederle en el trono hasta que «el reino quedó establecido en manos de Salomón» (1 Reyes 2:46).

## Texto
Este capítulo fue escrito originalmente en el idioma hebreo. Está dividido en 33 versículos.

### Testigos textuales
Algunos manuscritos antiguos que contienen el texto de este capítulo en hebreo son de la tradición del Texto Masorético, que incluye el Códice de El Cairo (895), el Códice de Alepo (siglo X) y el Códice de Leningrado (1008). Se encontraron fragmentos que contienen partes de este capítulo en hebreo entre los Rollos del Mar Muerto, incluido el 4Q51 (4QSama; 100-50 a. C.) con los versículos 3-4, 9-10 y 12 existentes.
Entre los manuscritos antiguos existentes de una traducción al griego koiné conocida como la Septuaginta (originalmente realizada en los últimos siglos a. C.) se encuentran el Códice Vaticano (B; {\displaystyle \ ara{G}}B; siglo IV) y el Códice Alejandrino (A; {\displaystyle \ ara{G}}A; siglo V).

## Análisis
Este capítulo contiene la siguiente estructura:
A. El plan de Joab: envía a la mujer sabia al rey, poniendo palabras en su boca (14:1-3)
B. La mujer manipula al rey David para que reconsidere el exilio de Absalón (14:4-17)
C. El rey reconoce el papel de Joab y cambia de opinión sobre el exilio de Absalón (14:18-20)
B'. El rey ejecuta su decisión sobre el exilio de Absalón (14:21-28)
Interrupción: una introducción a Absalón (14:25-27)
A'. El plan de Absalón: envía a Joab al rey, poniendo palabras en su boca (14:29-33)
Al principio, Joab, que se dio cuenta de que David había ablandado su corazón hacia Absalón, ideó un plan para traer a Absalón de vuelta a Jerusalén (A) y al final, Absalón ideó un plan para ver a David y se reconcilió con su padre (A').
El clímax de estos acontecimientos se produce cuando el rey David detecta el plan de Joab (C).

## Absalón regresó a Jerusalén (14:1–27)
Joab leyó señales de que David estaba listo para el regreso de Absalón, por lo que utilizó el engaño para obtener el permiso de David y poder llevar a Absalón, un posible heredero al trono, de vuelta a la corte del rey. Para ejecutar su plan, Joab canalizó su súplica a David a través de la boca de una mujer sabia de Tecoa que tenía el don especial de hablar o de fingir o actuar lamentaciones.
Existen posibles conexiones entre este episodio y otros pasajes bíblicos: 
1. El estilo se asemeja a la parábola de Natán (2 Samuel 12), tras la cual David se condenó a sí mismo en su respuesta a la injusticia descrita. Aquí David se condenó a sí mismo en su juicio (versículo 13).
2. La historia de dos hermanos en la que uno mata al otro recuerda a Caín y Abel en Génesis 4, especialmente la protección dada al asesino por promesa divina (Génesis 4:15) y aquí por juramento real (versículo 11).
3. El relato de la interacción de Joab con la mujer sabia de Tecoa contiene varios vínculos con su conversación con las mujeres sabias de Abel de Bet-maaca en 2 Samuel 20.[16]

La mujer presentó a David un dilema: era viuda y solo tenía dos hijos, y cuando uno asesinó al otro, se vio dividida entre su deber de vengar la muerte de un hijo y su deber para con su marido de preservar su nombre protegiendo la vida del hijo superviviente (versículo 7). Su comunidad exigía una venganza sangrienta, pero su petición de consideración especial para que «su última brasa no se apagara» conmovió el corazón del rey David, por lo que prometió un fallo
(versículo 8), que se convirtió en un juramento real ante la insistencia de la mujer de que nadie tocara a su hijo.  El juramento puso a David en peligro porque se había condenado a sí mismo por el trato que había dado a Absalón, como argumentó la mujer (versículo 14): todos morirían, y la muerte de Amnón no puede evitarse manteniendo a Absalón en el exilio.
El paralelismo de la parábola ideada por Joab para que la mujer la contara con la historia de Caín y Abel se puede resumir a continuación:
|                                                                                     | Caín y Abel     | La parábola de Joab |
| ----------------------------------------------------------------------------------- | --------------- | ------------------- |
| Dos hermanos estaban solos en el campo.                                             | Génesis 4:8     | 2 Samuel 14:6       |
| Uno mató al otro.                                                                   | Génesis 4:8     | 2 Samuel 14:6       |
| Alguien con autoridad tenía que intervenir para proteger al asesino de la venganza. | Génesis 4:13-15 | 2 Samuel 14:7-8     |
| Existía la amenaza de represalias si alguien mataba al asesino                      | Génesis 4:15    | 2 Samuel 14:10      |

Aparentemente, Joab elaboró el relato asumiendo que David tenía un conocimiento magistral de la Torá y que la utilizaría como guía autorizada para tomar sus decisiones legales (cf. la parábola de Natán; 2 Samuel 12:6), de modo que el rey daría el mismo veredicto que el Señor emitió para Caín. 
En ese momento, David se dio cuenta de que la acción de la mujer era en realidad obra de Joab, pero accedió a la petición de que se permitiera a Absalón regresar, aunque no se le concedieran todos los privilegios (versículo 24). La sección que comprende los versículos 25-27 proporciona descripciones específicas sobre Absalón —su
belleza y, en particular, el peso de su cabello—, así como sobre sus hijos, probablemente con la intención de mostrar la popularidad
de Absalón entre el pueblo de Israel.

### Versículo 27
Y a Absalón le nacieron tres hijos y una hija llamada Tamar, que era una mujer de hermosa apariencia. 
- «Tres hijos»: No se dan sus nombres, lo que indica que pueden haber muerto en la infancia, como se desprende de 2 Samuel 18:18, donde Absalón dijo: «No tengo hijo que mantenga el recuerdo de mi nombre».[20][21]
- «Tamar»: La hija de Absalón recibió el nombre de su tía, de quien también se decía que era hermosa.[21] La versión de la Septuaginta tiene un añadido que dice que «se convirtió en la esposa de Roboam y madre de Abías». Sin embargo, 1 Reyes 15:2 registra que la madre de Abías era «Maaca, hija de Absalón»; y en 2 Crónicas 13:2 su nombre era «Micaías, hija de Uriel de Guibeá» («Michaiah» se considera una variación de «Maachah»), por lo que se podría deducir que Tamar se casó con Uriel, y que fue su hija (es decir, la nieta de Absalón; en la costumbre hebrea se puede llamar «hija de Absalón») quien se convirtió en la reina favorita de Roboam (cf. 2 Crónicas 11:20, 21).[20][21][22]

## Absalón se reconcilió con David (14:28-33)
Después de esperar dos años sin ningún signo de progreso en su relación con su padre, Absalón tomó una medida desesperada contra Joab, quemando el campo de Joab, para llamar la atención de Joab y obligarlo a llevar a Absalón ante David.
Finalmente, Absalón se reunió con David y le dio un
beso (versículo 33) como señal de reconciliación.

### Versículo 33
Entonces Joab fue a ver al rey y le informó; y cuando llamó a Absalón, este vino ante el rey y se inclinó rostro en tierra ante el rey; y el rey besó a Absalón.
- «El rey besó a Absalón»: esto indica una reconciliación y la restauración del lugar de Absalón como hijo de David con todos sus privilegios. El beso aquí tiene un significado similar al beso del padre en el caso del hijo pródigo (Lucas 15:20).[21]

### Comentarios sobre Samuel
- Auld, Graeme (2003). «1 & 2 Samuel».  En James D. G. Dunn and John William Rogerson, ed. Eerdmans Commentary on the Bible. Eerdmans. ISBN 9780802837110.
- Bergen, David T. (1996). 1, 2 Samuel. B&H Publishing Group. ISBN 9780805401073.
- Gordon, Robert P. (1999). I & II Samuel, A Commentary. Zondervan. ISBN 978-0310230229.
- Hertzberg, Hans Wilhelm (1964). I & II Samuel, A Commentary (trans. from German 2nd edition 1960 edición). Westminster John Knox Press. p. 19. ISBN 978-0664223182.
- Tsumura, David Toshio (2007). The First Book of Samuel. Eerdmans. ISBN 9780802823595.

### General
- Breytenbach, Andries (2000). «Who Is Behind The Samuel Narrative?».  En Johannes Cornelis de Moor and H.F. Van Rooy, ed. Past, Present, Future: the Deuteronomistic History and the Prophets. Brill. ISBN 9789004118713.
- Coogan, Michael David (2007).  Coogan, Michael David; Brettler, Marc Zvi; Newsom, Carol Ann et al., eds. The New Oxford Annotated Bible with the Apocryphal/Deuterocanonical Books: New Revised Standard Version, Issue 48 (Augmented 3rd edición). Oxford University Press. ISBN 978-0195288810.
- Fitzmyer, Joseph A. (2008). A Guide to the Dead Sea Scrolls and Related Literature. Grand Rapids, MI: William B. Eerdmans Publishing Company. ISBN 9780802862419.
- Halley, Henry H. (1965). Halley's Bible Handbook: an abbreviated Bible commentary (24th (revised) edición). Zondervan Publishing House. ISBN 0-310-25720-4. (requiere registro).
- Hayes, Christine (2015). Introduction to the Bible. Yale University Press. ISBN 978-0300188271.
- Jones, Gwilym H. (2007). «12. 1 and 2 Samuel».  En Barton, John; Muddiman, John, eds. The Oxford Bible Commentary (first (paperback) edición). Oxford University Press. pp. 196-232. ISBN 978-0199277186. Consultado el 6 de febrero de 2019.
- Klein, R.W. (2003). «Samuel, books of».  En Bromiley, Geoffrey W, ed. The International Standard Bible Encyclopedia. Eerdmans. ISBN 9780802837844.
- Knight, Douglas A (1995). «Chapter 4 Deuteronomy and the Deuteronomists».  En James Luther Mays, David L. Petersen and Kent Harold Richards, ed. Old Testament Interpretation. T&T Clark. p. 62. ISBN 9780567292896.
- Ulrich, Eugene, ed. (2010). The Biblical Qumran Scrolls: Transcriptions and Textual Variants. Brill.
- Würthwein, Ernst (1995). The Text of the Old Testament. Grand Rapids, MI: Wm. B. Eerdmans. ISBN 0-8028-0788-7. Consultado el 26 de enero de 2019.

- Datos: Q12470295